# 崔萬理
崔萬理（韓語：최만리，？—1445年），字子明（韓語：자명），號江湖散人（韓語：강호산인），朝鲜王朝時期的學者、政治家，知門下省事池龍壽之外孫。曾擔任集賢殿的集賢殿副提學（집현전부제학），他與其他儒家學者一同反對創作諺文文字。

## 對諺文的反對
1444年，崔萬理帶頭以漢字文言文上疏反對向世宗推行諺文。裡面提到：
、等等，都顯示出他的觀點：諺文的創立可能會讓韓國脫離儒家文化圈，成為蠻夷之邦。
崔萬理死後，世宗仍然推行諺文，遭到士大夫等知識分子強烈反對。1445年崔萬理死。1476年燕山君李㦕即位後以有臣子以諺文做不敬文章為藉口廢除諺文。

## 著作

### 與他人協作
- 《資治通鑑訓議》（자치통감훈의）
- 《貞觀政要註》（정관정요주）

## 家族
- 祖父：
  - 父親：崔荷（최하）
- 外祖父：池龍壽（지용수）
  - 母親：忠州 池氏（충주 지씨）
    - 兄：崔萬玹（최만현，）

  - 岳父：楊美（양미）
    - 夫人中和 楊氏（중화 양씨）
      - 長子：崔塙（최각）
      - 次子：崔埥（최정，1429年－1466年3月27日），禮曹佐郞（예조좌랑）
      - 次子之妻；驪興 李氏（여흥 이씨，1429年－1505年3月25日）
      - 三子：崔塘（최당）
      - 四子：崔垠（최은）
      - 五子：崔堧（최연，集賢殿學士(역시 집현전 학사였다)）
        - 孫：崔世傑（최세걸），是崔奎瑞（최규서）的七世祖。

      - 女：海州 崔氏（해주 최씨）
- 遺孀：尹淮（윤회）

## 劇中有角色飾演崔萬理的韓劇
- 《樹大根深》（뿌리깊은 나무）：2011年SBS，由權泰元（권태원）飾演。
- 《撲通撲通LOVE》（퐁당퐁당 러브）：2015年MBC，由李對淵（이대연）飾演。
- 《蔣英實》（장영실）：2016年KBS1，由安信友（안신우）飾演。
- 《王的文字》2019年韓國電影，由 南文哲（朝鲜语：남문철） 飾演。